# Philippe Lacadée
 (mai 2025).
 (mai 2025).
Il peut être nécessaire de l'améliorer pour respecter le principe de neutralité de point de vue. Veuillez consulter la page de discussion pour plus de détails.

 (mai 2025).
Motif : pas de sources secondaires centrées sur le sujet de l'article, plusieurs livres publiés dans la collection qu'il dirige mais presque aucune recension, notoriété pas établie
- Archive Wikiwix
- Bing
- Cairn
- DuckDuckGo
- E. Universalis
- Gallica
- Google
- G. Books
- G. News
- G. Scholar
- Persée
- Qwant
- (zh) Baidu
- (ru) Yandex
- (wd) trouver des œuvres sur Wikidata

| 1. | Préciser le motif de la pose du bandeau. | Précisez le motif de la pose du bandeau en utilisant la syntaxe suivante : {{admissibilité à vérifier\|date=mai 2025\|motif=remplacez ce texte par le motif}}                         |
| 2. | Informer les utilisateurs concernés.     | Pensez à avertir le créateur de l'article, par exemple, en insérant le code ci-dessous sur sa page de discussion : {{subst:avertissement admissibilité à vérifier\|Philippe Lacadée}} |

Philippe Lacadée est un psychiatre et psychanalyste français, membre de l'École de la cause freudienne et de l'Association mondiale de psychanalyse.

## Fonctions et affiliations
Ancien président du Centre Interdisciplinaire sur l'ENfant (CIEN) et ancien psychiatre du Centre de jour pour adolescents dans le Centre hospitalier de Cadillac, il est membre de l’École de la cause freudienne et de l'Association mondiale de psychanalyse. 
Psychanalyste à Bordeaux, il dirige la collection « Je est un autre » aux éditions Michèle.

## Œuvres
- Le malentendu de l'enfant : Des enseignements psychanalytiques de la clinique avec les enfants, Payot Lausanne - Nadir, 2003  (ISBN 978-2601033175)
- L'éveil et l'exil : Enseignements psychanalytiques de la plus délicate des transitions : l'adolescence, Éditions Cécile Defaut, 2007  (ISBN 978-2350180557)[2]
- Le malentendu de l'enfant Que nous disent les enfants et les adolescents aujourd'hui ?, Nouvelle édition revue et augmentée, Éditions Michèle, 2010  (ISBN 978-2-8156-0002-6)
- Robert Walser, Le Promeneur Ironique enseignements psychanalytiques de l'écriture d'un roman du réel, Éditions Cécile Defaut, 2010  (ISBN 978-2-35018-090-8) Prix Œdipe des libraires en 2011.
- Vie éprise de parole : Fragments de vie et actes de parole, Éditions Michèle, 2012  (ISBN 978-2-8156-0010-1).
- La vraie vie à l'école, La psychanalyse à la rencontre des professeurs et de l'école, Éditions Michèle, 2013  (ISBN 978-2-8156-0011-8).
- François Augiéras, L'homme solitaire et la voie du réel, Éditions Michèle, 2016  (ISBN 978-2-8156-0023-1).
- Robert Walser. Le promeneur ironique, Nouvelle édition, Éditions Michèle, 2022  (ISBN 9782815600729).
- Stefan Zweig, L'ombre devant soi - Zweig avec Freud, Éditions Michèle, 2022  (ISBN 9782815600804).
- Stefan Zweig, ... seuls les vivants - Écrits et paroles d'un européen, Éditions Michèle, 2022  (ISBN 9782815600828).
- Le dit poétique d'un ange en exil - Rimbaud avec Lacan. La Lettre volée, 2025  (ISBN 9782873176464).